# Mercado de futuros
Mercado de futuros és una pel·lícula documental espanyola del 2011 dirigit per Mercedes Álvarez, en el que va ser el seu segon documental, englobat en l'anomenat "documental d'autor", en el que fa un retrat d'un país assolat per la bombolla immobiliària i la crisi financera espanyola.

## Sinopsi
La pel·lícula comença amb el desallotjament d'una casa, que es buida de tota la seva memòria, i es veu com tots els objectes van acabar als Encants Vells. Alterna aquestes imatges amb les d'agents de borsa, un congrés sobre lideratge empresarial, un venedor del rastre que atresora records i es resisteix a vendre, macrourbanitzacions i camps de golf, un hort envoltat pel trànsit, la ciutat sencera com a espai virtual d'una fira immobiliària. La càmera treu el cap a aquests espais i personatges mentre intenta dibuixar alguns trets del nou aspecte del món, on denota influència de José Luis Guerín i Jacques Tati.

## Repartiment
- Elvira Prado

## Premis i nominacions
Fou nominada al millor documental Medalles del Cercle d'Escriptors Cinematogràfics de 2011. Va obtenir una menció especial al premi Asecan al Festival de Cinema Europeu de Sevilla el premi Regard Neuf al festival Visions du Réel de Nyonun premi especial al Buenos Aires Festival Internacional de Cinema Independent i al Festival Iberoamericà de Curtmetratges ABC (FIBABC)